# Кубов, Шабан Индрисович
Кубов Шабан Индрисович (15 января 1890 — 20 января 1974) — адыгейский писатель, поэт, драматург, композитор и просветитель.

## Биография
Шабан Кубов родился 15 января 1890 года в ауле Хакуринохабль (ныне Шовгеновский район Адыгеи). Начальное образование получил в медресе, затем в 1917—1919 годах обучался в Нальчикской духовной семинарии. До 1925 года работал учителем адыгейского языка в Хакуринохабле. С 1925 по 1927 годы учился в яфетической семинарии в Ленинграде. После стал преподавать адыгейский язык и литературу в техникумах Краснодара. С 1936 по 1938 годы был преподавателем тех же предметов в адыгейской студии ГИТИСе (Москва). В 1938 году вернулся на Кавказ, где стал работать в Адыгейском НИИ. В 1942 году, когда Кавказ был оккупирован немецко-фашистскими войсками, вновь стал сельским учителем.
В феврале 1943 года Шабан Кубов вместе с отступающими немецкими войсками покинул СССР и поселился в Германии. После поражения Германии во Второй мировой войне он перебрался в Турцию. После подолгу жил в Сирии и Иордании, а в 1956 году переехал во Францию. В 1960-х годах преподавал народное творчество адыгов в Сорбонне. Потом переехал в США, где и умер 20 января 1974 года.

## Творчество
В своих ранних произведениях, написанных на рубеже 1910-х и 1920-х годов, Шабан Кубов воспевал родной край. Позднее, в 1920-30-е годы в его творчестве стали сильны социальные мотивы: в его творчестве раскрывались социально-экономические и культурные преобразования на Кавказе. Им был создан ряд героических произведений («Песня о Чапаеве», «Лётчик», «Северные соколы» и др.). Активно участвовал в сборе и публикации адыгских народных песен (так, в сборник «Адыгэ орэдхэр», вышедший в 1941 году, вошло 150 песен, записанных от Кубова).
После эмиграции Кубов сосредоточился на сборе и публикации адыгского фольклора. Ради этого он объездил многие адыгские селения на Ближнем Востоке. Результатом его трудов стали сборники, изданные в Аммане, Бейруте, Дамаске, Париже и Нью-Йорке. Параллельно он продолжал писать стихи, главным мотивом которых была тоска по родине. Вместе с тем он обращался и к другим темам: философия, история и т. д.

В эмиграции Шабан Кубов издавал свои труды на разных диалектах адыгского языка, используя для них оригинальную латинскую графику. Таблицы соответствия современного адыгского алфавита и алфавита Кубова в зависимости от периодов и диалекта приведены ниже:

Соответствие западноадыгским (кяхским) диалектам, 1963 год:
| A a а       | B b б       | C c шъ      | Cv cv шI | Cvu cvu шIу | Cs cs щ     | Cc cc ш  | Ç ç ч      | Çç çç чъ (1959 - Ç’ ç’) | Ççv ççv чI (1959 - Ç’v ç’v) | Çv çv кI  | Çu çu цу |
| D d д       | Dz dz дз    | Dzu dzu дзу | E e э    | F f ф       | G g дж      | Gu gu гу | Gh gh г    | H h хь                  | I i ы                       | J j жъ/жь | K k к    |
| Ku ku ку    | Kvu kvu кIу | L l л       | M m м    | N n н       | O o о       | P p п    | Pv pv пI   | Pvu pvu пIу             | Q q къ                      | Qu qu къу | Qh qh гъ |
| Qhu qhu гъу | R r р       | S s с       | T t т    | Tv tv тI    | Tvu tvu тIу | Ts ts ц  | Tsv tsv цI | Tl tl лъ                | Tlv tlv лI (1959 - Lv lv)   | U u у     | V v I    |
| Vu vu Iу    | W w в       | X x х       | Xh xh хъ | Xhu xhu хъу | Y y й/и     | Z z з    | Zh zh ж    | Zhu zhu жъу             |                             |           |          |

Вариант 1954 года:
| A a а      | B b б       | C c ш/шъ    | Cv cv шI    | Cvu cvu шIу | Cs cs щ  | Ç ç ч/чъ | Çv çv кI/чI | Çu çu цу    | D d д       |
| Dz dz дз   | Dzu dzu дзу | E e э       | F f ф       | G g дж      | Gu gu гу | Gh gh г  | H h хь      | I i ы       | J j жъ/жь   |
| K k к      | Ku ku ку    | Kvu kvu кIу | L l л       | M m м       | N n н    | O o o    | P p п       | Pv pv пI    | Pvu pvu пIу |
| Q q къ     | Qu qu къу   | Qh qh гъ    | Qhu qhu гъу | R r р       | S s с    | T t т    | Tv tv тI    | Tvu tvu тIу | Ts ts ц     |
| Tsv tsv цI | Tl tl лъ    | Tlv tlv лI  | U u у       | V v I       | Vu vu Iу | W w в    | X x х       | Xh xh хъ    | Xhu xhu хъу |
| Y y й/и    | Z z з       | Zh zh ж     | Zhu zhu жъу |             |          |          |             |             |             |

Соответствие в текстах на кабардинском диалекте:
| A a а    | B b б     | C c щ                     | Cv cv щI    | Cs cs ш    | Ç ç ч       | Çv çv кI | D d д    | Dz dz дз |
| E e э    | F f ф     | Fv fv фI                  | G g дж      | Gu gu гу   | Gh gh г     | H h хь   | I i ы    | J j ж    |
| K k к    | Ku ku ку  | Kvu kvu кIу               | L l л       | M m м      | N n н       | O o о    | P p п    | Pv pv пI |
| Q q къ   | Qu qu къу | Qxh? кхъ                  | Qxhu? кхъу  | Qh qh гъ   | Qhu qhu гъу | R r р    | S s с    | T t т    |
| Tv tv тI | Tl tl лъ  | Tlv tlv лI (1959 - Lv lv) | Ts ts ц     | Tsv tsv цI | U u у       | V v I    | Vu vu Iу | W w в    |
| X x х    | Xu xu ху  | Xh xh хъ                  | Xhu xhu хъу | Y y й/и    | Z z з       | Zh zh жь |          |          |